# Callicarpa inaequalis
Callicarpa inaequalis là một loài thực vật có hoa trong họ Hoa môi. Loài này được Teijsm. & Binn. ex Bakh. mô tả khoa học đầu tiên năm 1921.